# الهادي عمراني
الهادي عمراني (17/02/1934 - 1958) مناضل جزائري إبان ثورة التحرير الجزائرية

## نبذة
ولد الهادي عمراني بن محمد بن عبد الله بن الرحمان العمراني. والهادي له أخ أصغر يدعى يحيى، وهما الطفلين الوحيدين، مع أن أبيهما تزوج عدة مرات، لما مات الأب تزوجت أمهم وأنجبت بنت تدعى مسعودة واستشهدت سنة 1957 بمنطقة الزيريز دوار طامزة . وتكفلت برعايتهم جدتهم عائشة عمراني، في سنة 1950 أحد أقاربته.
خلال طفولته تعلم أحد زوايا (مدارس قرآنية) في المنطقة. في سن الثانية عشر لم يتمكن من مواصلة دراسته في جامع الزيتونة و بقي في الزاوية و أتم حفظ القرآن ليصبح معلما في نفس الزاوية في دشرة أولاد عمران لبضعة شهور ثم ترك الزاوية وأصبح يمارس مهن ونشاطات تجارية حرة، بعد وفاة جده عبد الله رث هو و أخيه حوالي ستة هكتارات من ألأراضي الفلاحية والمواشي فاشتغل بالفلاحة و رعي المواشي، في خلال تنقلاته لتبسة وواد سوف وبسكرة وبخاصة منطقة أريس تعرف على مصطفى بن بولعيد وهذا قبل الثورة التحريرية . قد يكون بن بو لعيد هو من دفعه للإنضمام للثورة.
بمعية أخيه (يحي الذي التحق بالثورة التحريرية فما بعد سنة 1956 بالأوراس واستشهد هو الآخر في منطقة أريس 1960)

## خلال ثورة التحرير الجزائرية
في مارس 1954 أسس أول خلية ثورية ضد الاستعمار الفرنسي وبحكم علاقته مع مصطفى بن بولعيد كلفه عمراني بفتح خلية والإشراف عليها بدوار طامزة، ألغى كل مشاريعه التجارية ، عين ملازما وقائدا لناحية طامزة. و تمكن من تجنيد العديد في أعراش المنطقة ( عرش أولاد يعقوب، عرش أولاد سعيد عرش أولاد أملول، وعرش البرارجة).
دفع بعرش أولاد عمران من دوار طامزة إلى جبال عالي الناس بجلال للإنظام للثورة الجزائرية.
لما ألقي القبض على قريبه ناصري عبد الرحمن من أولاد عمران بطامزة والذي شارك في عملية الهجوم على مدينة خنشلة، واستشهد تحت التعذيب في سجن تازولت (لامبيز سابقا). شرع في العمل المسلح مستعملا سلاحه الخاص وشارك بعدة معارك ضد الاستعمار الفرنسي إلى أن صار قائدا للناحية بطامزة.
ومعركة «أولاد ميرة» ببودرهم بلدية الحامة في بداية عام 1955 التي ألحقت بالجيش الفرنسي خسائركبيرة .  شجعت أهل المنطقة (بودرهم، الرميلة وأيضا أولاد خليفة) للالتحاق بصفوف جيش التحرير الوطني. كما شارك بالعديد من المعارك الأخرى في مناطق جبلية من دوار طامزة إلى ملاقو إلى لمصارة إلى غابة لبرارجة ثم جبال شليا.
حارب مع أحمد زروال وبن عمران تاج الدين وعمراني عبد الرحمان وعبد الحفيظ سوفي وعشي عمار، وعباس لغرور، وشيحاني بشير. ومن بين المجاهدين الذين كانوا معه وهم مازالوا على قيد الحياة محمد الهادي ارزايمية، ومحمد الشريف عباس، وعبد الرزاق بوحارة وبوزيد عباسي.
مما قاله المجاهدون المخلصون عن الهادي عمراني الذي استشهد في ظروف غامضة في غابة لبرارجة كما يقول عليه بعض المجاهدين وهذا سنة 1956.
سمي بإسمه المعهد الوطني المتخصص في التكوين المهني بخنشلة. ترك الهادي عمراني ولدين.

## المعارك التي شارك فيها
- معركة واد طامزة قرب دشرة اولاد عمران ( تيسرقلت ) سنة 1955 م .
- معركة أولاد ميرة بضواحي دائرة الحامة و بلدية الرميلة ، قايس ، مع ابن عمه الشهيد الهادي عمراني سنة 1956م.
- معركة أزيريز بدوار طامزة حيث تم هنا الإتفاق و الاتحاد بين أعراش و أعيان المنطقة لتسليح الأهالي و الهجوم على الثكنة العسكرية بعين قيقل وتم اسقاط طائرة مروحية سنة 1956 ،وهنا أستشهد أخيه عبد الرحيم ، (وهي أول طائرة مروحية تسقط في جبال الأوراس ).
- معركة عين قيقل التي قادها البطل الشهيد في نصب كمين لمشاة القوات الفرنسية ، مما أدى إلى خسائر كبيرة في صفوف الجيش الفرنسي سنة 1957  (حيث مازال سكان المنطقة يتذكرون الكمين الذي عاد عليهم  بالإنتقام الوحشي على الأهالي ).
- معركة حجرة المصلى قرب حمام الصالحين بخنشلة الذي كان فيها مع جنوده في طريقه إلى الحدود التونسية، و هي المعركة الأخيرة ضد القوات الفرنسية و استشهاده هنا  مع مجموعة من المجاهدين. و هذا في سنة 1958.[4]